# Pondikoníssi (Corfou)
Pour les articles homonymes, voir Pondikoníssi.
L'île de Pondikoníssi ou Pondikoníssi ou Mouse Island (l'île-souris, en grec moderne : Ποντικονήσι) est une île grecque de Corfou, de l'archipel des îles Ioniennes en mer Ionienne.

## Histoire
Cette petite île de 3 hectares se situe à environ 300 m (environ 1,5 encablure) de la côte est de Corfou, et à 100 m de l'île du monastère de Vlachérna de Corfou, dans le prolongement de la piste principale de l'aéroport de Corfou. Elle est rattachée depuis 2019 au dème de Corfou-Centre et des îles Diapontiques dans le cadre du programme Clisthène I.

Monastère de Vlachérna de Corfou
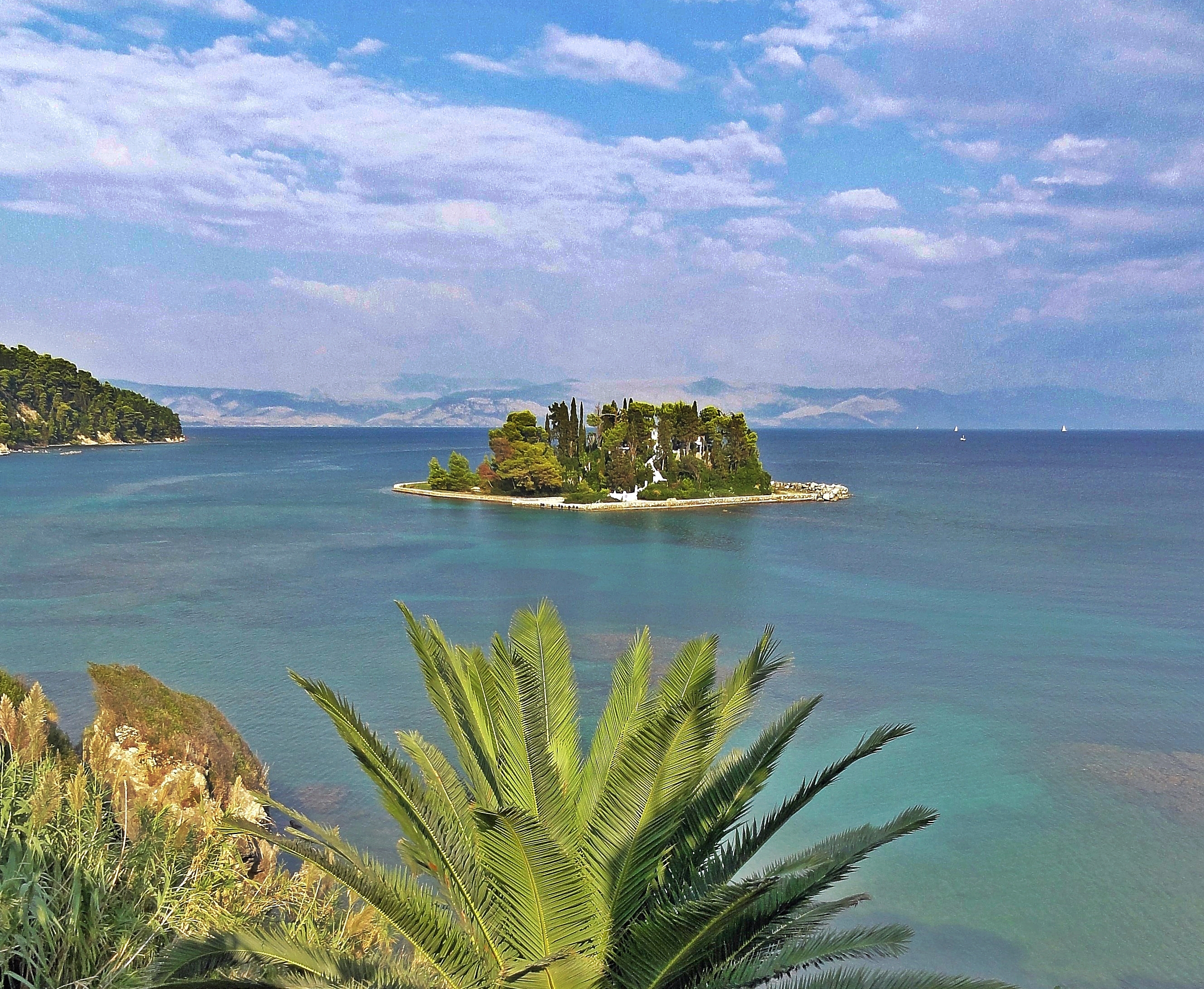
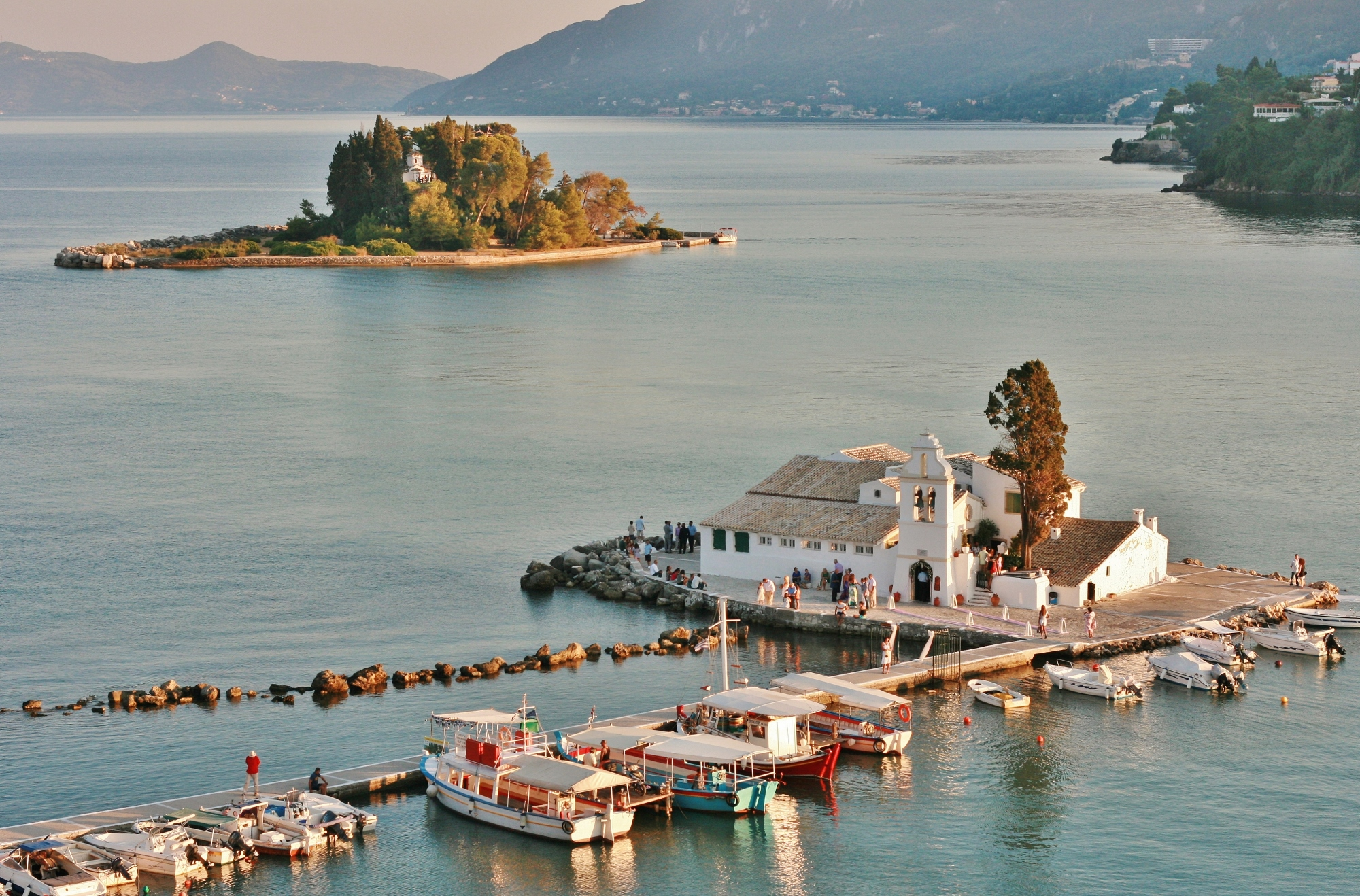
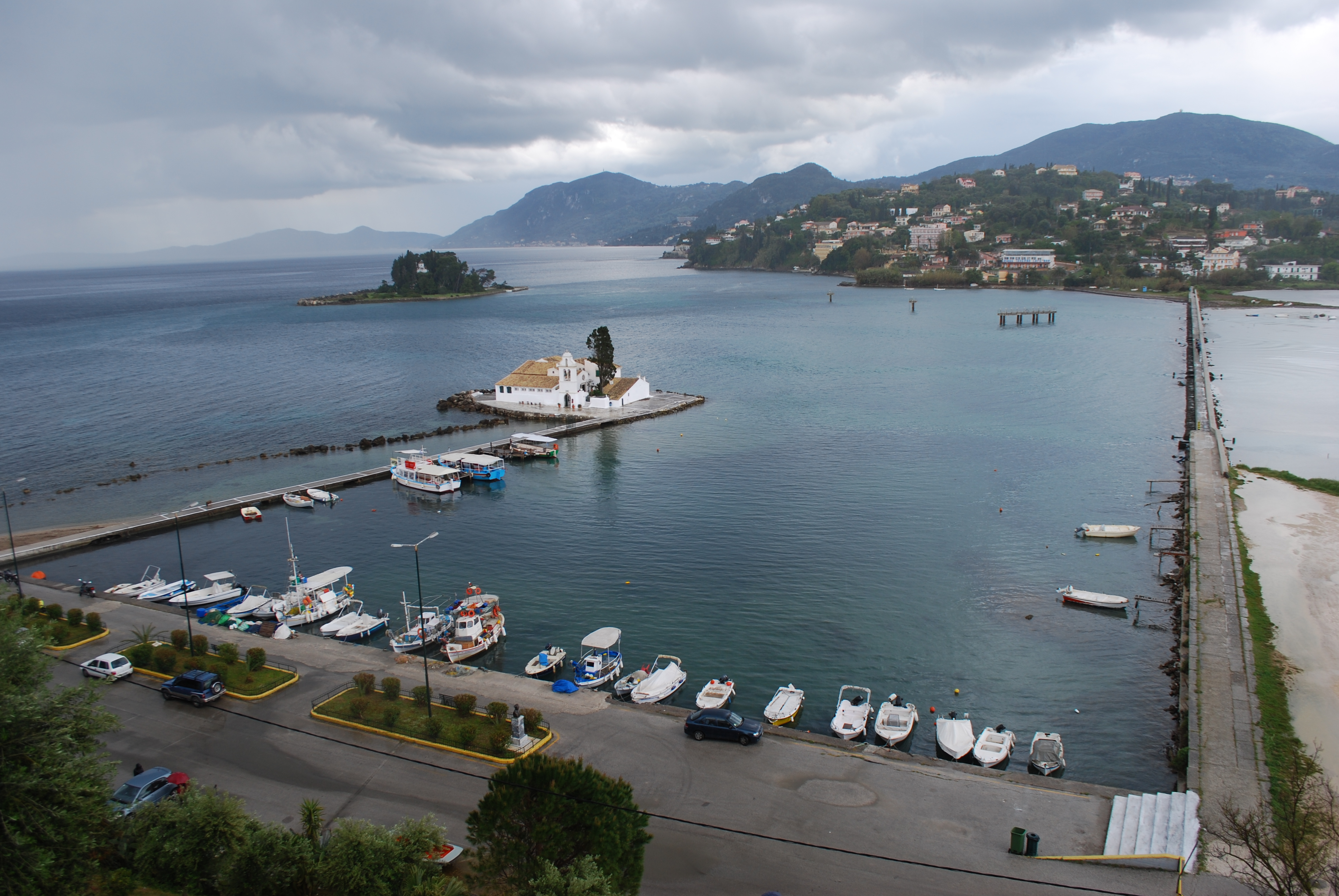

## Chapelle du Christ pantocrator
Une chapelle orthodoxe grecque de style gréco-byzantin local, en murs blanchis à la chaux et tuile canal, est fondée au XIe siècle, au sommet de cet îlot, dédiée au Christ pantocrator, et accessible uniquement par bateau-navette. 

Chapelle du Christ pantocrator
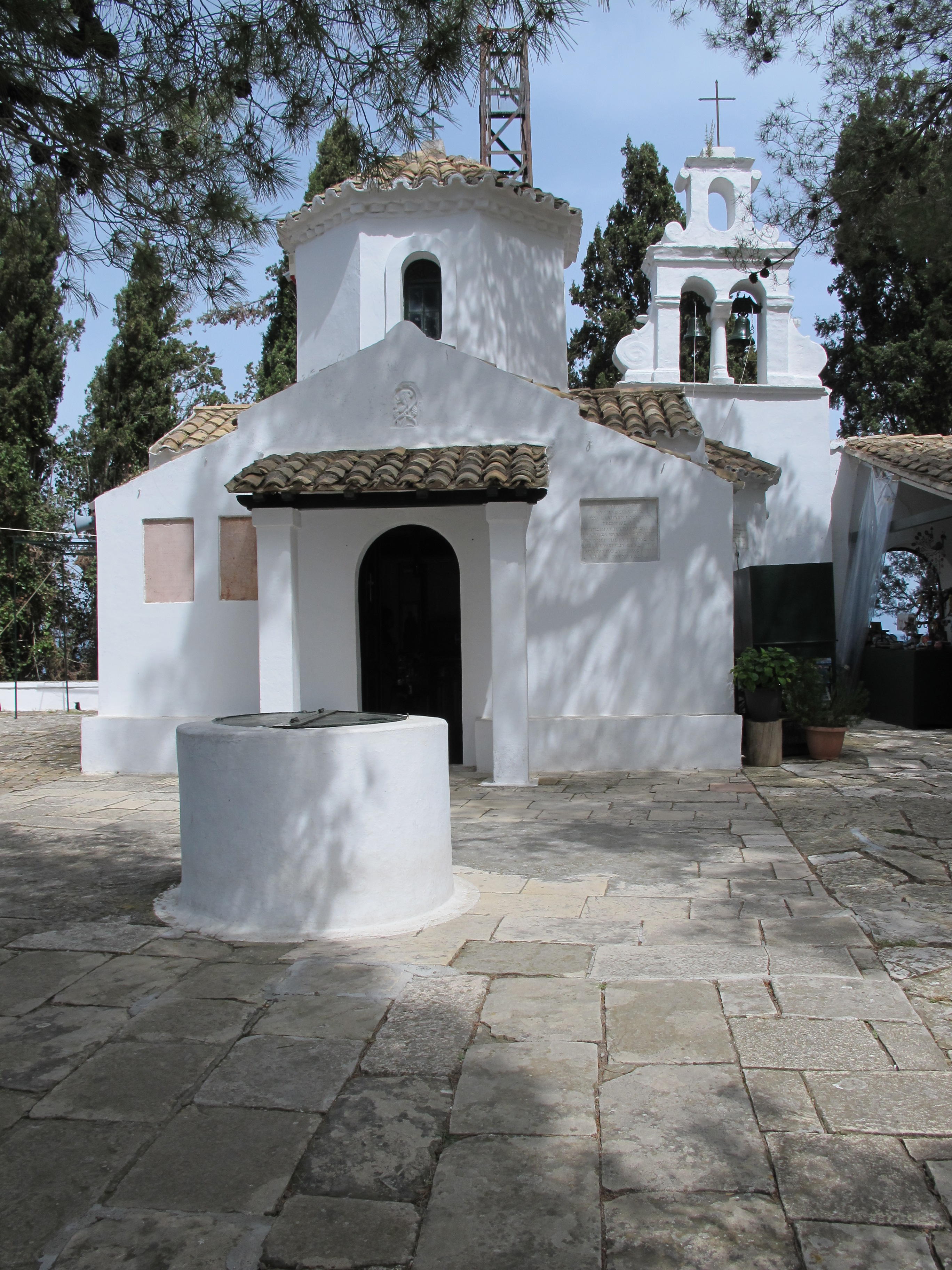
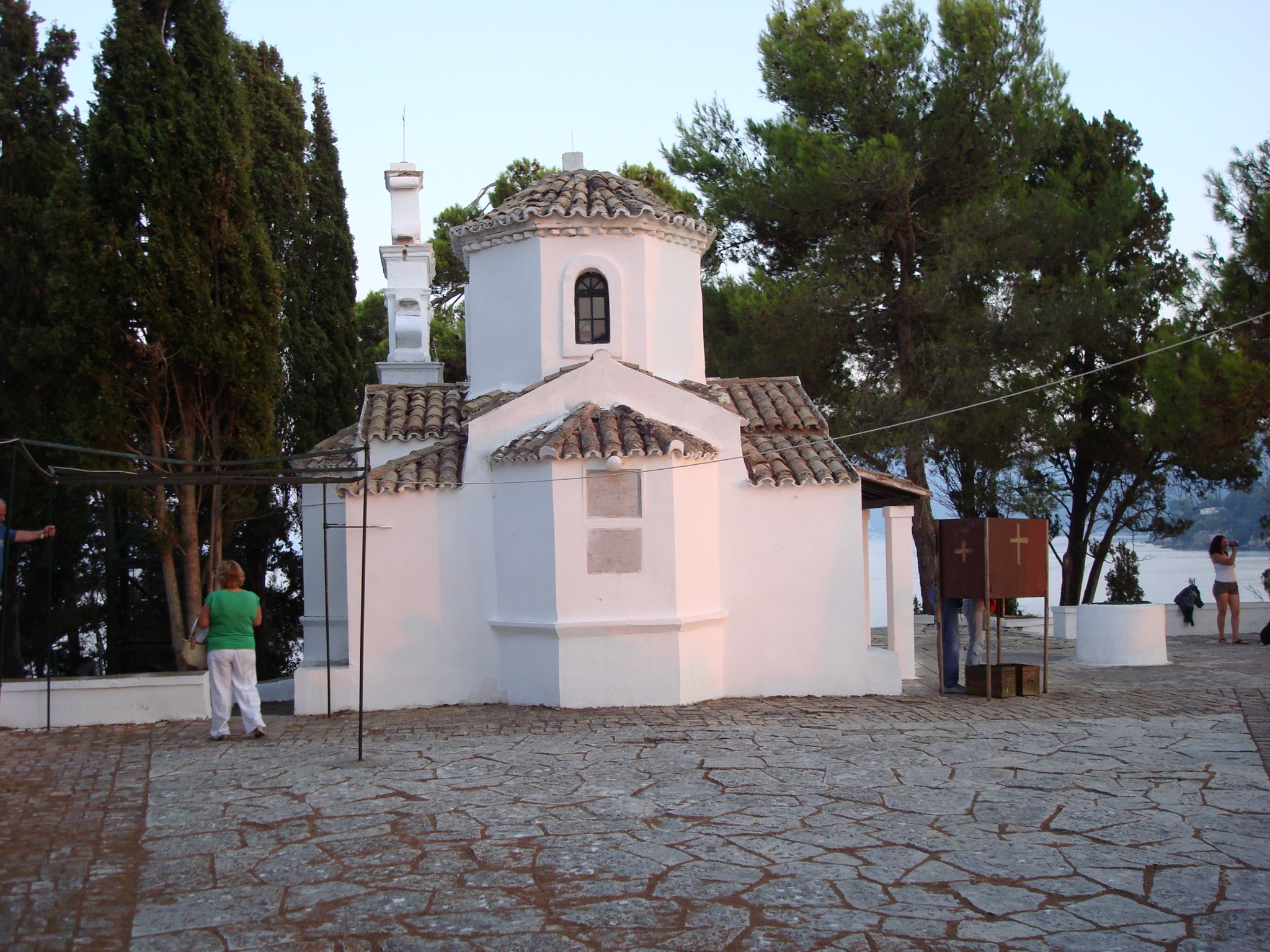
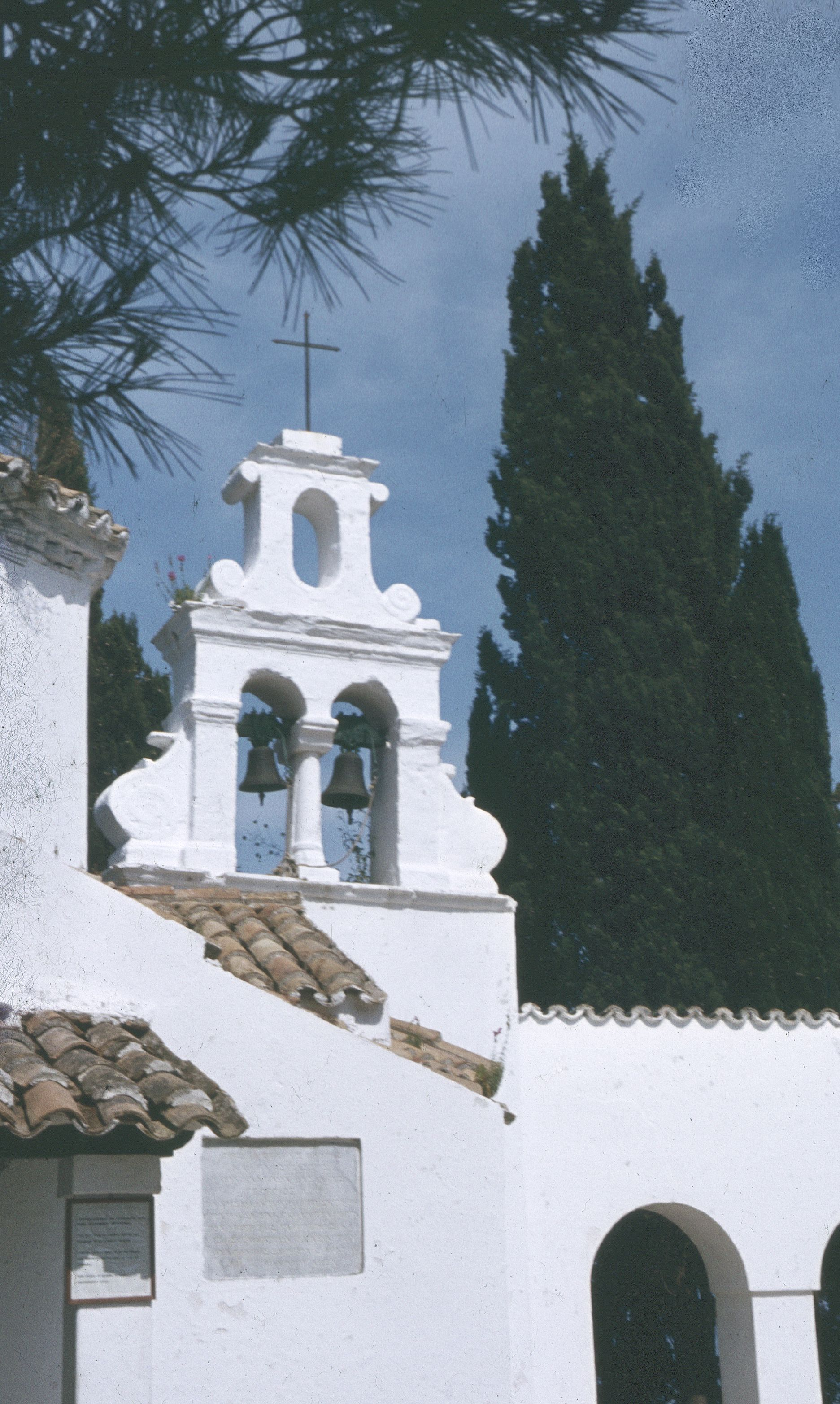
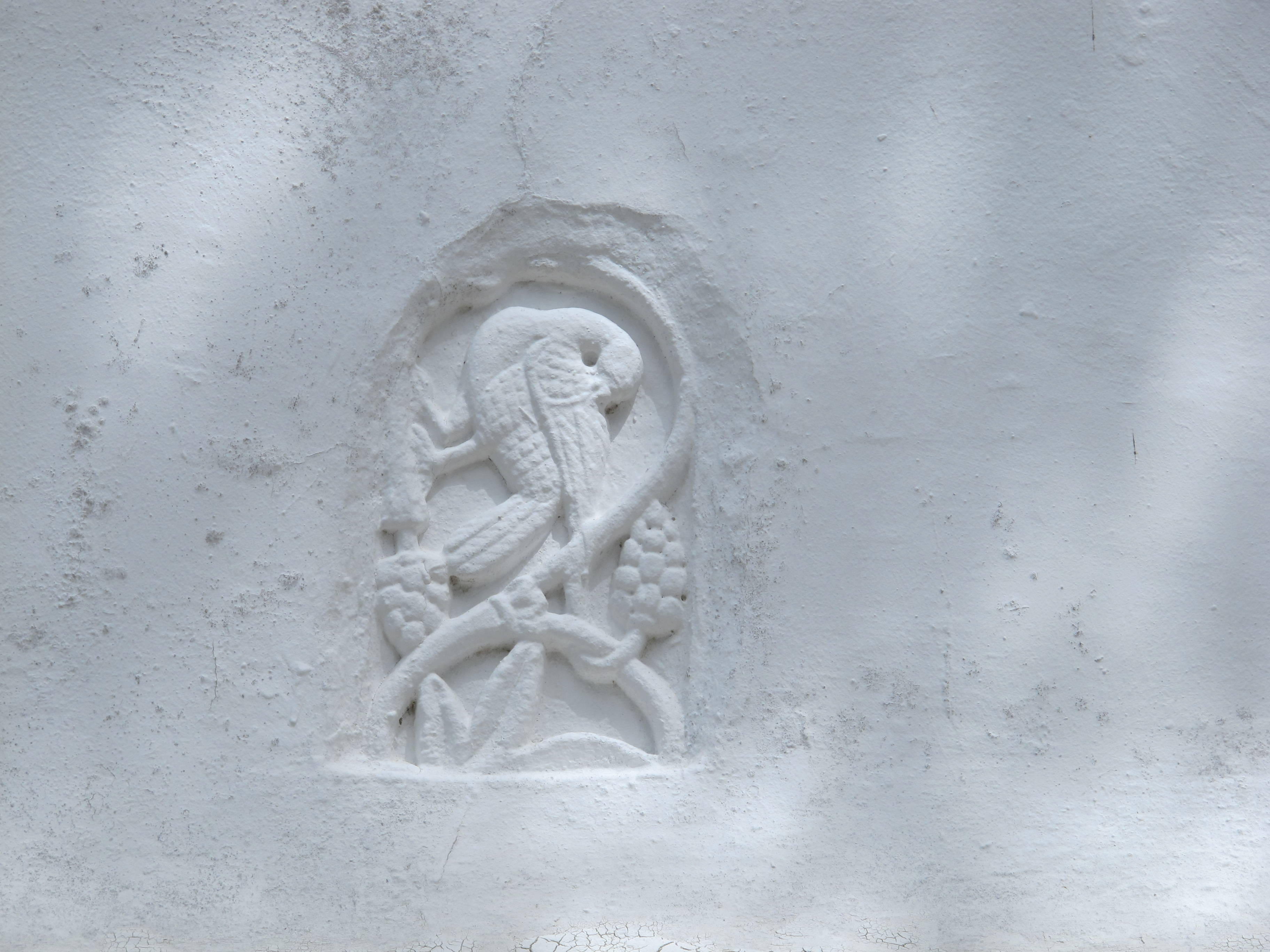

Ces deux îlots font partie des sites les plus pittoresques et populaires de Corfou et du tourisme en Grèce.

## Art
Cette île aurait servi d'inspiration pour la peinture L'Île des morts d'Arnold Böcklin de 1886.